# Pastel de Navidad

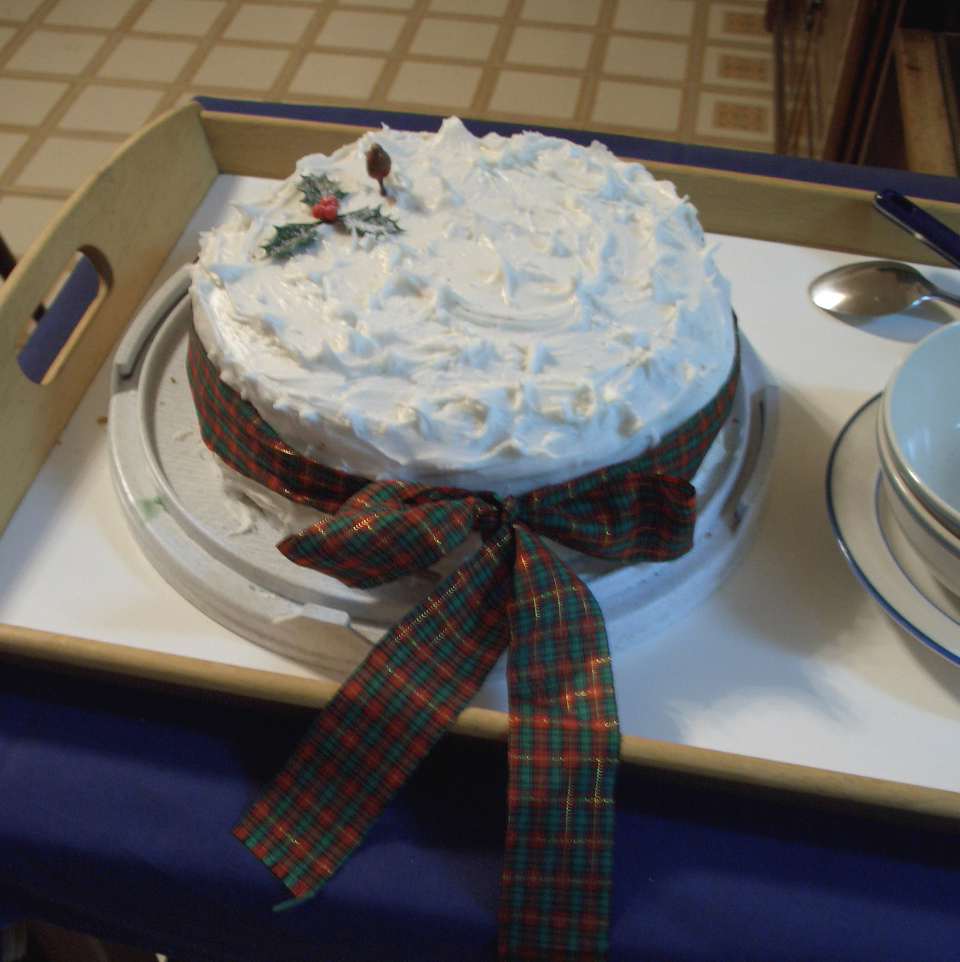
Pastel de Navidad helado.

El  Pastel de Navidad es un tipo de pastel de frutas que se sirve en Navidad en el Reino Unido, Japón, Filipinas y en otros países de la Mancomunidad de Naciones. 
El Pastel de Navidad puede ser ligero o pesado, desmenuzable y no seco o pegajoso mojado, esponjoso o pesado, con levadura o sin, redondo, cuadrado o rectangular como todos los pasteles, fairy cakes, o petit fours, con mazapán, alcorza, recubierto, espolvoreado con azúcar glas, o sencillo, etcétera.
Uno de los preferidos por muchos es el Pastel de Navidad tradicional escocés, el Whisky Dundee. Como su nombre indica, es un pastel originado en Dundee y hecho con whisky escocés. Es un pastel ligero y desmenuzable, con frutas y pasas con piel azucaradas—pasas de Zante, pasas, sultanas y cerezas. Este Pastel de Navidad está especialmente bien para la gente a la que no le gusta los pasteles recargados y blandos. Como con todos los pasteles de frutas, las almendras (u otros Frutos secos) se pueden omitir si va a ser consumido por personas alérgicas a estos.
En Costa Rica existe el tradicional y muy popular queque navideño, un pastel de tipo budín o bizcocho húmedo, elaborado con harina, azúcar moreno, leche, mantequilla, huevo, al que se le añade un relleno de frutas confitadas, nueces, almendras y ciruelas pasas marinadas en ron añejo. De igual manera el bizcocho se baña en ron, coñac o brandy, y se suele acompañar con rompope.